# ۱۱۰ (میلادی)
۱۱۰ (میلادی) صد و دهمین سال تقویم میلادی است.

## درگذشتگان
‎